# Florentinske Nætter
Florentinske Nætter (originaltitel The Affairs of Cellini) er en amerikansk komediefilm fra 1934, instrueret af Gregory La Cava. Den har Frank Morgan, Constance Bennett, Fredric March, Fay Wray og Louis Calhern i hovedrollerne.
Manuskriptet blev skrevet af Bess Meredyth, baseret på skuespillet The Firebrand of Florence af Edwin Justus Mayer.
Filmen blev nomineret til 4 Oscars: Bedste mandlige hovedrolle (Frank Morgan), bedste fotografering (Charles Rosher), bedste scenografi (Richard Day) og bedste lydoptagelse i 1935.